# Sólyomalakúak
A sólyomalakúak (Falconiformes) a madarak osztályának egy rendje, amely 1 család, a sólyomfélék (Falconidae) 64 faját foglalja össze.

## Rendszerezés
Korábban e rendbe sorolták az újvilági keselyűféléket, a vágómadárféléket, a kígyászkeselyűt és a halászsast is, de ma már ezeket a vágómadár-alakúak (Accipitriformes) rendjébe sorolják
A rendbe az alábbi egy család tartozik:
- Sólyomfélék (Falconidae)